# Bacanius suturalis
Bacanius suturalis är en skalbaggsart som först beskrevs av Lea 1925.  Bacanius suturalis ingår i släktet Bacanius och familjen stumpbaggar. Inga underarter finns listade i Catalogue of Life.